# Kolonza
Kolonza (en serbe cyrillique : Колонза) est un village du sud-est du Monténégro, dans la municipalité d'Ulcinj.

## Démographie

### Évolution historique de la population
| 1948 | 1953 | 1961 | 1971 | 1981 | 1991 | 2003 |
| ---- | ---- | ---- | ---- | ---- | ---- | ---- |
| 295  | 308  | 329  | 363  | 430  | 372  | 249  |